# Розан, Эллен
Эллен Розан (англ. Ellen Rosand) — американский музыковед, историк и оперный критик, специализируется на итальянской музыке и поэзии XVI—XVIII веков. Её работы посвящены главным образом музыке и культуре Венеции и итальянской опере эпохи барокко. Розан является признанным экспертом по операм Генделя и Вивальди, а также по венецианской опере. Эллен Розан — автор книг «Опера в Венеции семнадцатого века: создание жанра» (1991, University of California Press) и «Последние оперы Монтеверди: Венецианская трилогия» (2007, University of California Press). Розан — автор многочисленных публикаций и статей для Музыкального словаря Гроува.

## Биография
Эллен Розан окончила Вассарский колледж (B.A.), Гарвардский университет (M.A.) и Нью-Йоркский университет, получив степень доктора философии. Темой диссертации Розан избрала вопрос формирования различных видов арий в венецианской опере на примере раннего творчества Франческо Кавалли (Aria in the Early Operas of Francesco Cavalli. Ph. D. New York University. 1971. 390 p.). Розан продолжила развитие темы в финальных главах своей работы «Опера в Венеции XVII века. Создание жанра» (1991).
В 1981—1983 годах Розан работала редактором журнала Американского музыковедческого общества. В 1992—1994 годах — президент Американского музыковедческого общества, в 1997—2002 годах — вице-президент Международного музыковедческого общества. В 1990 году она была удостоена Стипендии Гуггенхайма, а в 2007 году она стала лауреатом Премии за выдающиеся достижения Фонда Эндрю У. Меллона. В настоящее время Розан работает в редакционных советах нескольких изданий, включая The Journal of Musicology, The Cambridge Opera Journal, Journal of the Royal Musical Association и Cambridge Studies in Opera. Эллен Розан преподавала на музыкальном факультете Йельского университета с 1992 года, занимала должность заведующего кафедрой музыкального факультета с 1993 по 1998 год. Ранее она преподавала на факультете Ратгерского университета.